# Col de Ruburent
Le col de Ruburent, en italien Colle di Roburent,, est un col des Alpes situé sur la frontière entre la France et l'Italie, juste à l'est du col de Larche, marquant le haut du vallon de l'Orrenaye. Il est traversé par le GR 69 et les GRP Circuit des Quatre Lacs et de la Frontière Fortifiée.

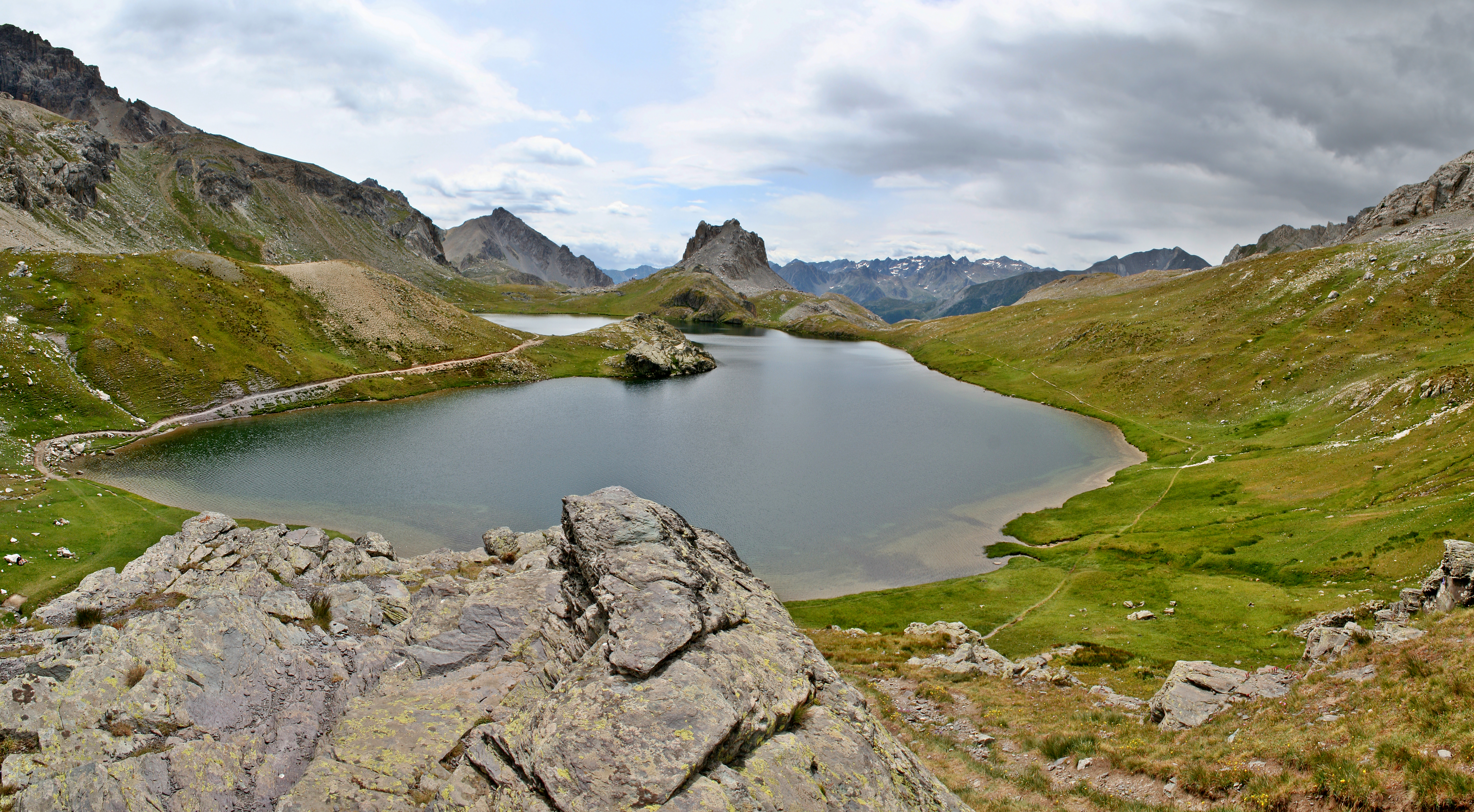
Le lac du Roburent en Italie vu depuis le col.

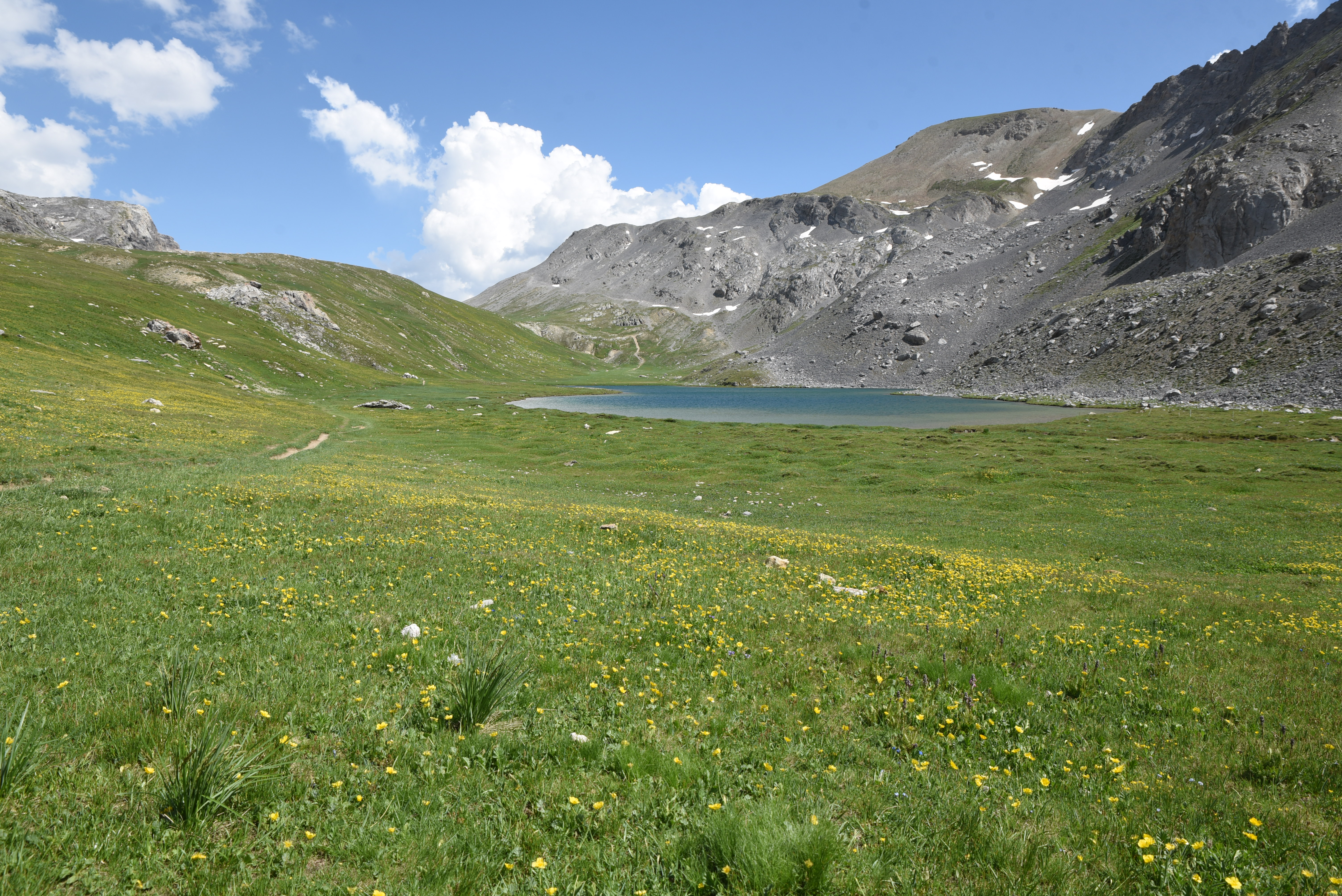
Le lac de l'Orrenaye en France avec au fond le col.